# Something for Everybody
Albums de Elvis Presley
His Hand in Mine
(1960) Blue Hawaii
(1961)
Something for Everybody est un album d'Elvis Presley sorti en juin 1961.

## Titres

### Face 1
1. There's Always Me (Don Robertson) – 2:16
2. Give Me the Right (Fred Wise, Norman Blagman) – 2:32
3. It's a Sin (Fred Rose, Zeb Turner) – 2:39
4. Sentimental Me (James T. Morehead, James Cassin) – 2:31
5. Starting Today (Don Robertson) – 2:03
6. Gently (Murray Wisell, Edward Lisbona) – 2:15

### Face 2
1. I'm Comin' Home (Charlie Rich) – 2:20
2. In Your Arms (Aaron Schroeder, Wally Gold) – 1:50
3. Put the Blame on Me (Fred Wise, Kay Twomey, Norman Blagman) – 1:57
4. Judy (Teddy Redell) – 2:10
5. I Want You with Me (Woody Harris) – 2:13
6. I Slipped, I Stumbled, I Fell (Fred Wise, Ben Weisman) – 1:35

## Musiciens
- Elvis Presley : chant
- Scotty Moore : guitare électrique
- Hank Garland : basse
- Boots Randolph : saxophone
- Floyd Cramer : piano
- Bob Moore : contrebasse
- Meyer Rubin : contrebasse
- D. J. Fontana : batterie
- Buddy Harman : batterie
- Dudley Brooks : piano
- The Jordanaires : chœurs
- Millie Kirkham : chœurs

## Certifications
| Pays              | Certification | Unités certifiées |
| ----------------- | ------------- | ----------------- |
| États-Unis (RIAA) | Or            | 500 000           |